# Комаров, Виктор Петрович
Виктор Петрович Комаров (15 октября 1924 — 28 сентября 1943) — младший лейтенант Рабоче-крестьянской Красной Армии, участник Великой Отечественной войны, Герой Советского Союза (1943).

## Биография
Виктор Комаров родился 15 октября 1924 года в городе Скопин (ныне — Рязанская область). В 1942 году он окончил два курса строительного техникума. В том же году он добровольно пошёл на службу в Рабоче-крестьянскую Красную Армию. В 1943 году он окончил Московское военное пехотное училище. С марта того же года — на фронтах Великой Отечественной войны, командовал взводом 2-го стрелкового батальона 569-го стрелкового полка 161-й стрелковой дивизии 40-й армии Воронежского фронта. Отличился во время битвы за Днепр.
23 сентября 1943 года взвод Комарова переправился через Днепр в районе села Зарубинцы Каневского района Черкасской области Украинской ССР и принял активное участие в захвате и удержании плацдарма на его западном берегу. Группа автоматчиков во главе с Комаровым выбила противника с занимаемой им высоты, благодаря чему тот не смог обстреливать переправу из пулемётов. Немецкие части предприняли ряд контратак, но все они были успешно отбиты взводом Комарова. 28 сентября во время боёв за расширение плацдарма Комаров был убит огнём из вражеского дзота. Похоронен в селе Трахтемиров Каневского района.
Указом Президиума Верховного Совета СССР от 23 октября 1943 года за «образцовое выполнение боевых заданий командования на фронте борьбы с немецкими захватчиками и проявленные при этом мужество и героизм» младший лейтенант Виктор Комаров посмертно был удостоен высокого звания Героя Советского Союза. Также посмертно был награждён орденом Ленина.

## Память
В городе Скопин на жилом доме и на здании школы где учился Герой установлены мемориальные доски.